# Simon Bernard (chef d'entreprise)
Pour les articles homonymes, voir Simon Bernard et Bernard.
Simon Bernard est né en 1991 au Havre en France. Il est président et cofondateur de Plastic Odyssey, une organisation de lutte contre la pollution plastique en mer et de valorisation des déchets plastiques depuis les zones côtières.

## Jeunesse et formation
Après sa naissance au Havre en 1991, ses parents déménagent rapidement à Concarneau dans le Finistère, où il passera toute son enfance,. Il passe son baccalauréat en 2009 et intègre l'École des pupilles de l'air à Grenoble en Isère mais n'apprécie pas le monde militaire. En 2010, il se rend à Londres au Royaume-Uni pour préparer le concours de la marine marchande et apprendre l'anglais. Il revient ensuite en France où il intègre l'École nationale supérieure maritime de Marseille où il obtient son diplôme d'ingénieur en six ans. 
Simon Bernard propose plusieurs innovations dans le cadre de concours liés à l'environnement. La première fois en 2013 lors de sa participation au 4L Trophy, Simon Bernard remporte avec son coéquipier Arthur Claye le concours Déloitte Eco-challenge pour leur idée de recyclage des savons usagés d'hôtels ,. En 2014, il remporte, avec d'autres élèves de son école, le Prix de l’Innovation technologique dans la catégorie transport de charge lors de la compétition étudiante HydroContest organisée à Lausanne en Suisse,. 
En 2016, Simon Bernard est distingué par le Prix Avenir de l'Institut français de la mer. Cette même année, il remporte le concours Green Tech, initié par le ministère de l’Environnement, où il propose la ScanEat : un scanner détectant les pesticides sur les produits alimentaires,,.

En 2021, Simon Benard est placé par Forbes dans le classement 30 Under 30 France, qui récompense la réussite de 30 entrepreneurs avant l'âge de 30 ans,.

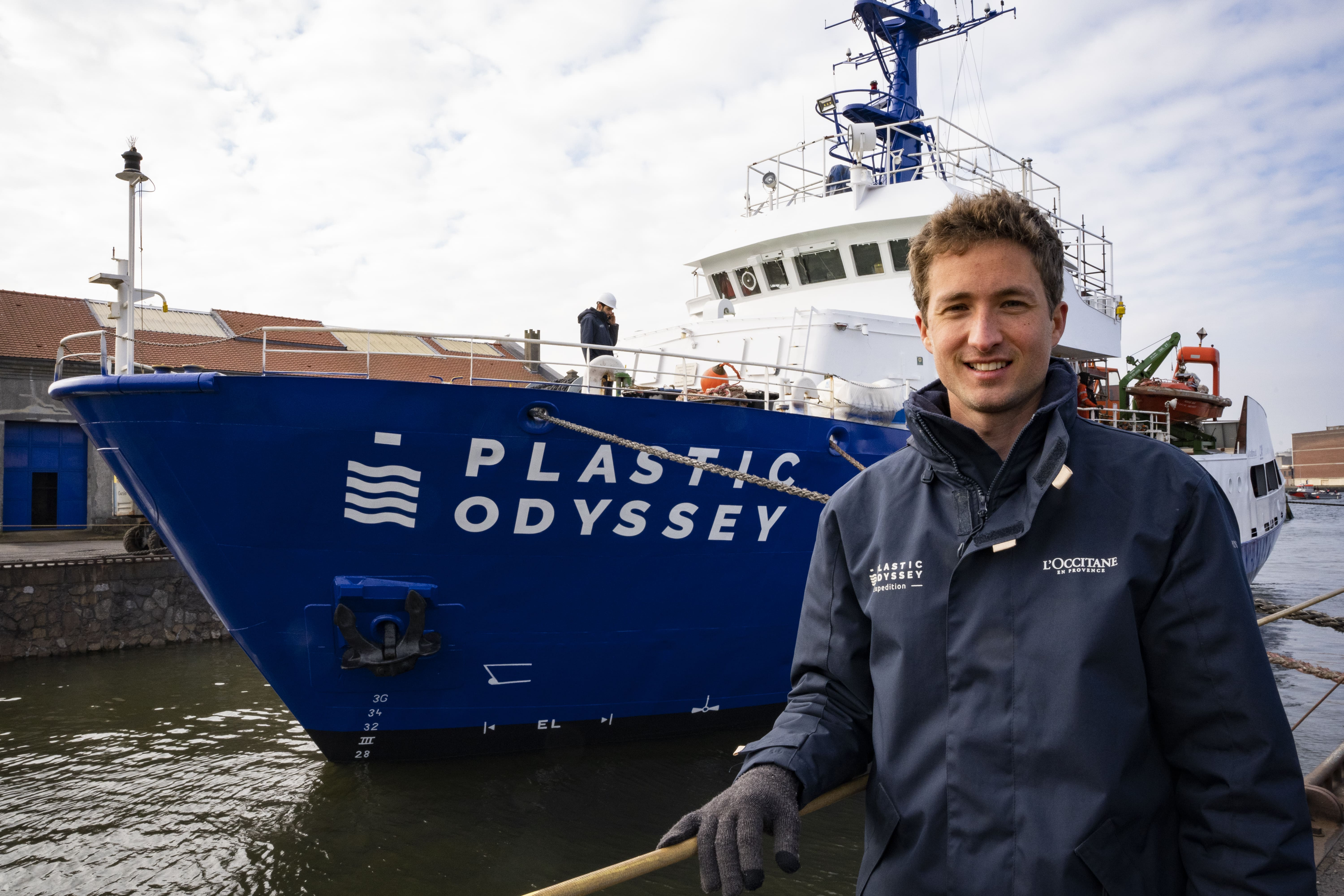
Simon Bernard devant le navire Plastic Odyssey

## Plastic Odyssey
Simon Bernard lance le projet Plastic Odyssey en 2016, avec deux autres ingénieurs Bob Vrignaud et Alexandre Dechelotte. Accueilli au sein de la base We Explore à Concarneau, l'objectif est de construire un premier bateau prototype fonctionnant grâce à un carburant à base de déchets plastiques. Un navire de 6 mètres, baptisé Plastic Odyssey, est mis à l'eau en 2018 et présenté comme le premier au monde à avancer grâce aux déchets plastiques.
À partir de 2019, Simon Bernard développe l'idée de créer un véritable navire laboratoire pour le recyclage et la valorisation des déchets plastiques. Ce bateau s'appelle également Plastic Odyssey et est amené à faire un tour du monde en plusieurs années pour se rendre dans les zones côtières les plus touchées par la pollution plastique.